# Zamach w Dżakarcie (2016)

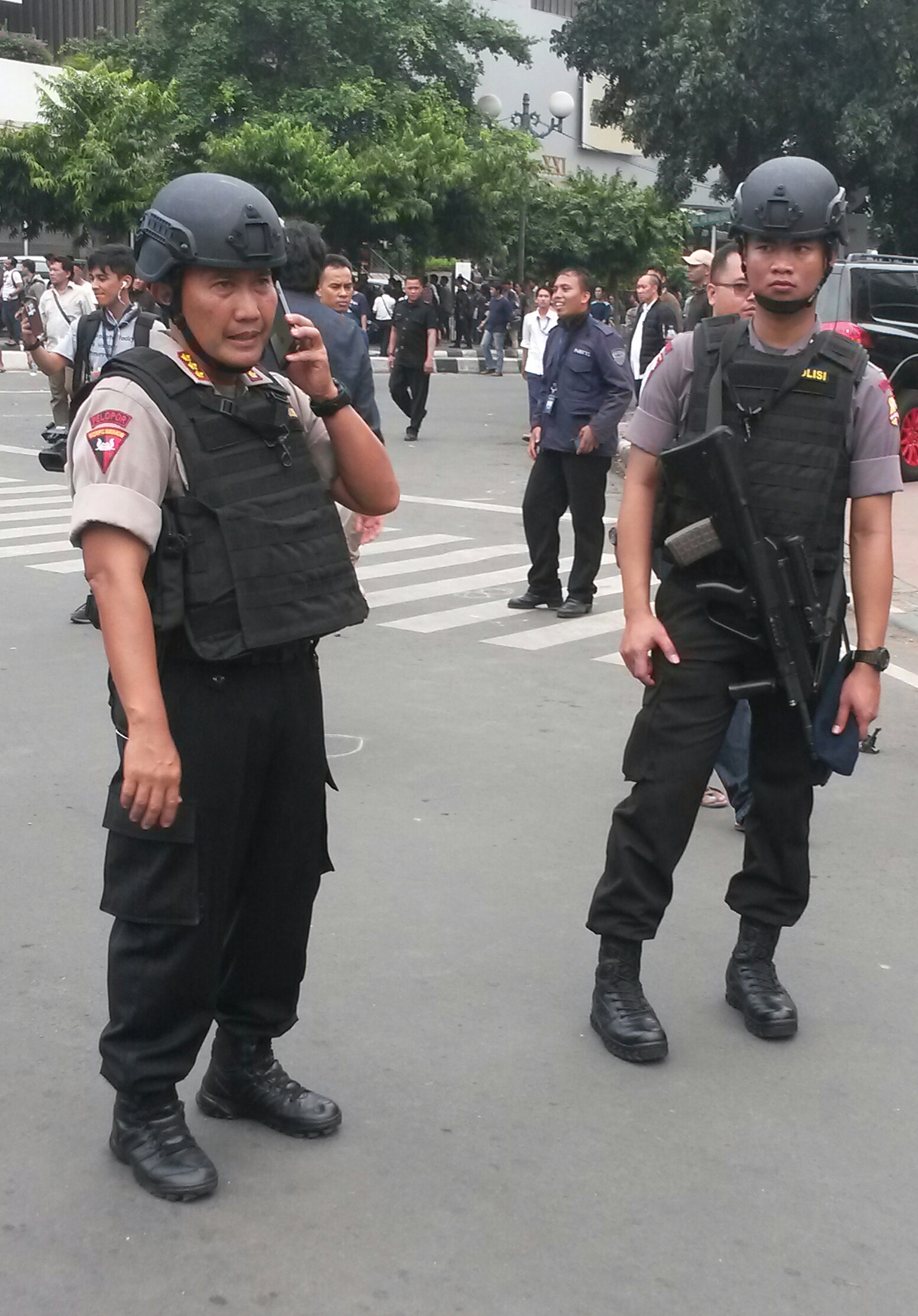
Uzbrojeni policjanci na miejscu ataku

Zamach w Dżakarcie – zamach terrorystyczny zorganizowany 14 stycznia 2016 przez Państwo Islamskie w Dżakarcie. W jego wyniku zginęło siedem osób, w tym czterech zamachowców, zaś 23 osoby zostały ranne.

## Przebieg wydarzeń
W pierwszej kolejności zaatakowany został posterunek policji drogowej przy jednej z głównych ulic Dżakarty, Jalan Thamrin, niedaleko centrum handlowego Sarinah Plaza, w dzielnicy, w której znajduje się wiele biurowców oraz budynków należących do misji dyplomatycznych. Przynajmniej jeden z napastników bezpośrednio ostrzelał posterunek policyjny, dwóch zaś wysadziło się w powietrze przed wejściem do kawiarni Starbucks. Kolejny wybuch nastąpił przed lokalem sieci Burger King. Według informacji policyjnych w zamachu użyto granatów i niewielkich bomb. Oprócz czterech terrorystów zginęło dwóch obywateli Indonezji i obywatel Kanady, zaś kolejny Indonezyjczyk zmarł następnie w szpitalu. 23 osoby zostały ranne, z tego pięciu policjantów i czterech obywateli innych państw niż Indonezja.  
Oprócz wybuchu w pobliżu Sarinah Plaza tego samego dnia w Dżakarcie doszło jeszcze do trzech eksplozji w Kuningan (Dżakarta Południowa), Cikini i Silpi (Dżakarta Centralna).
Zamach terrorystyczny został powiązany z faktem, iż setki obywateli Indonezji w poprzednich latach udały się do Syrii, by walczyć w szeregach Państwa Islamskiego. Następnie miały miejsce przypadki organizowania zamachów uzasadnianych ideologią IS już w Indonezji lub na Filipinach. W miesiącu poprzedzającym zamach w Indonezji aresztowano 16 podejrzanych o terroryzm, policja otrzymywała również sygnały, że planują oni wystąpienie.
Państwo Islamskie przyznało się do przeprowadzenia ataku. Analogiczne stanowisko przedstawił po zamachu gen. Tito Karnawian, dowodzący policją w prowincji Dżakarty, który stwierdził, że głównym organizatorem zamachu był Bahrun Naim, Indonezyjczyk dowodzący podlegającą IS organizacji zbrojnej Katiba Nusantara. Bezpośrednio po ataku na posterunek policyjny, wskutek policyjnej interwencji, zatrzymano cztery osoby podejrzane o udział w ataku.